# 단수이역
단수이역(중국어 정체자: 淡水站, 한어 병음: Dànshuǐ zhàn, 웨이드-자일스: Tan4shui3 chan4, 타이뤄: Tām-tsuí/Tām-suí tsām, 한자음: 담수참, 영어: Tamsui station)은 중화민국 신베이시 단수이 구에 있는 타이베이 첩운 단수이신이선의 역이다. 이 역은 타이베이 첩운의 역 중 가장 북쪽에 있다.

## 구조
2층 규모의 고가역으로, 1층에는 대합실과 매표기 등 각종 역무 시설이, 2층에 승강장이 있다. 승강장은 1면 2선의 섬식 승강장이다.
| 시·종착역  |
| \| ２１ \| |
| ↓ 훙수린   |

| 1·2 | 타이베이 첩운 단수이신이선 | 샹산 방면 |

## 역 주변
- 단수이 석양경관구 淡水夕陽觀景區
- 단수이 로열 더치 쉘 고사관 淡水殼牌故事館
- 단수이 문화파크 淡水文化園區-殼牌倉庫
- 단수이 올드 스트리트 淡水老街
- 단수이 하안 자전거 차선 淡水河岸自行車道
- 화난은행 단수이 지점 華南銀行淡水分行
- 단수이구 농회 淡水區農會
- Golden Anchor 淡水金色水岸